# 埃及第十九王朝
埃及第十九王朝是古埃及歷史上的一個王朝，是新王國時期中间一個王朝，其與第十八王朝和第二十王朝統稱为新王國時期。
约公元前1293年，拉美西斯一世创建第十九王朝；约公元前1185年，塞特纳赫特创建第二十王朝。共经历了7位法老，大约持续了108年。

## 法老列表
- 西方定名 拉美西斯一世 Ramesses

假名和真名 曼珀赫提利.拉美斯
Menpehetyre Ramesse
- 西方定名 塞提一世Sethos

假名和真名 曼马瑞.塞提—麦伦普塔赫
Menmare Sety-Merenptah
- 西方定名 拉美西斯二世

假名和真名 乌瑟马瑞—塞特潘利.拉美斯—米亚蒙
Usermare-setpenre Ramesse-miamun
- 西方定名 麦伦普塔赫 Merenptah

假名和真名 本利—麦拉蒙.麦伦普塔赫—霍特菲迈
Baenre-meramun Merenptah-hotphimae
- 西方定名 阿蒙麦西斯 Amenmesses

假名和真名 曼马瑞—塞特潘利.阿蒙麦斯—赫卡威斯
Menmare-setpenre Amenmesse-hekawise
- 西方定名 塞提二世Sethos

假名和真名 毋瑟赫普鲁利—塞特潘利.塞提—麦伦普塔赫
Userkheprure-setpenre Sety-merenptah
- 西方定名 西普塔赫 Siptah，继母塔沃斯塔王后摄政。

假名和真名 阿肯利—塞特潘利.莫内普塔赫.西普塔赫
Akhenre-setpenre Merneptah Siptah
或西特瑞—莫雷塔蒙.泰沃斯瑞特
Sitre-meryetamun Tewosret